# 1er corps d'armée (France)
Pour le corps de la Grande Armée, voir 1er corps d'armée (Grande Armée). Pour le corps de 1870, voir 1er corps d'armée (France, 1870).
Pour les articles homonymes, voir 1er corps d’armée.
Le 1er corps d'armée est une grande unité de l'Armée de terre française, aujourd'hui dissous.
Il est créé sous sa forme actuelle en 1873. Le 1er corps d'armée est rattaché à la 5e armée au début de la Première Guerre mondiale.
Pendant la Seconde Guerre mondiale, il prend part à la bataille de France en 1940, combat en Corse et sur l'île d'Elbe en 1943 et 1944, et participe à la campagne de libération de la France en 1944 ainsi qu'à l'invasion de l'Allemagne en 1945.

## Création et différentes dénominations
- septembre 1873 : création du 1er corps d'armée
- 4 avril 1915 : renommé « groupement Guillaumat »
- 25 avril 1915 : renommé 1er corps
- 25 février 1916 : renommé groupement Guillaumat
- 20 juin 1916 : renommé 1er corps
- 10 juillet 1940 : le 1er corps est démobilisé
- 16 août 1943 : il est recréé à Aïn Taya en Algérie
- 16 juillet 1945 : le 1er corps est renommé « corps d'armée sud ».
- 30 avril 1946 : le 1er corps est démantelé.
- Il est reformé plus tard pendant la guerre froide
- Il est à nouveau démantelé vers 1990.

## Chefs du1ercorpsd’armée
- 28 septembre 1873 : général Clinchant
- 11 février 1879 : général Lefèbvre
- 19 février 1882 : général de Courcy (n'a pas pris possession)
- 1er avril 1882 : général Lallemand
- 27 mars 1884 : général Billot
- 23 juin 1888 : général Jamont
- 6 mai 1890 - 11 janvier 1893 : général Loizillon
- 17 janvier 1893 - 10 août 1898 : général de France
- 17 août 1898 - 17 août 1901 : général Jeannerod
- 3 septembre 1901 : général Jeannerod
- 13 mai 1904 - 2 avril 1905 : général Laplace
- 9 juin 1905 : général Lebon
- 20 juillet 1907 : général Durand
- 13 octobre 1907 - 12 juillet 1911 : général Davignon
- 18 juillet 1911 : général Crémer
- 20 novembre 1913 : général Franchet d'Espérey
- 3 septembre 1914 : général Deligny
- 25 février 1915 : général Guillaumat

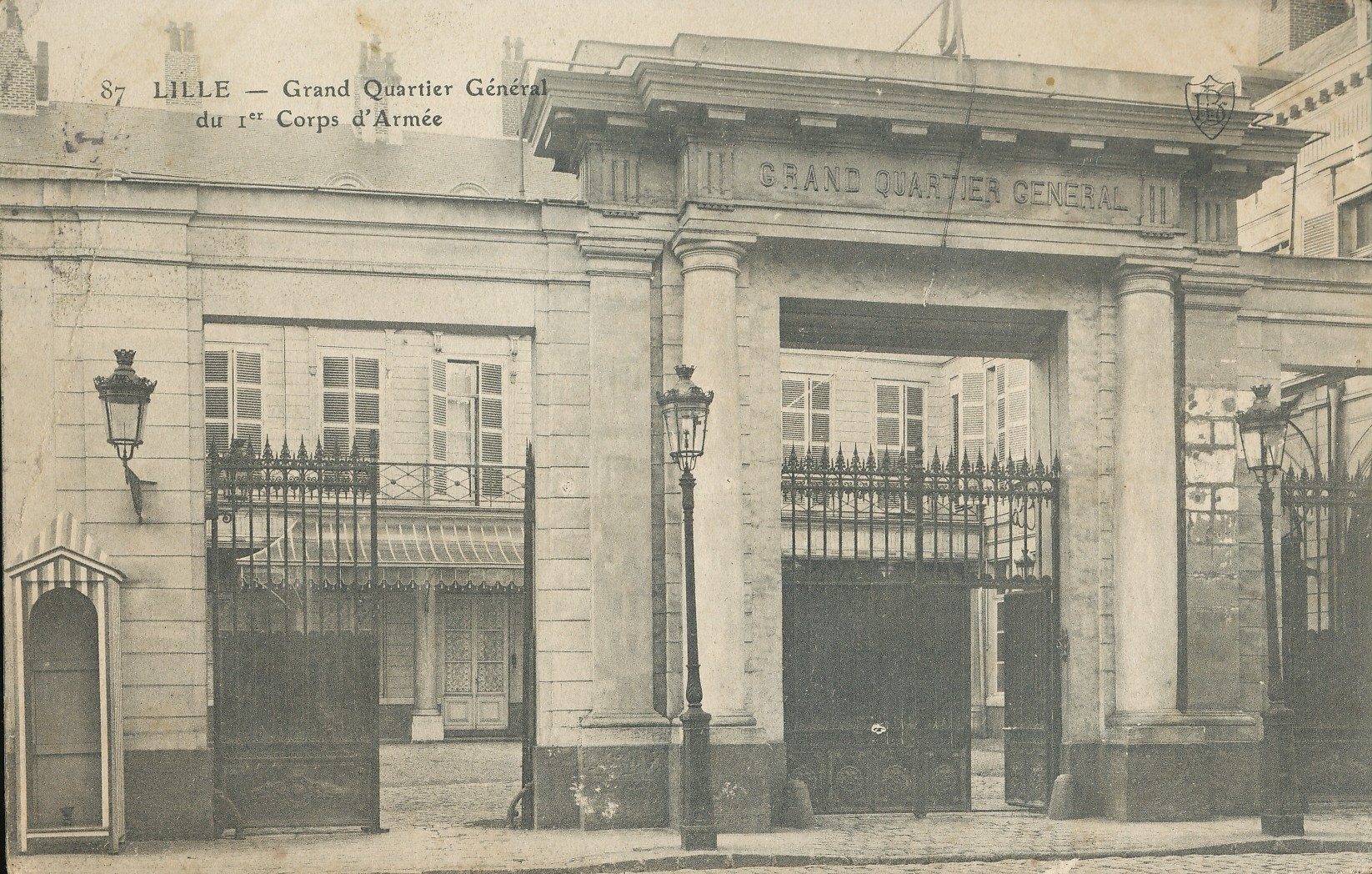
Quartier général du 1er corps d'armée, à Lille.

- 17 décembre 1916 : général de Riols de Fonclare
- 25 janvier 1917 : général Muteau
- 19 avril 1917 : général Lacapelle
- 11 février 1919 : général Nollet
- 1er août 1919 - 4 juin 1929 : général Lacapelle
- 24 septembre 1930 : général Pétin
- 2 septembre 1939 : général Sciard (sl)
- 2 juillet 1940 - 10 juillet 1940 : général Trancart (sl)
- 30 août 1943 : général Martin
- 10 août 1944 - 8 juillet 1945 : général Béthouart
- 1er septembre 1945 - 6 juin 1946 : général Sevez
- 1er avril 1951 - 14 octobre 1951 : général Malaguti
- 1951 : général Schlesser

## Création
Les corps d'armée  de la Troisième République sont créés par décret du 28 septembre 1873. Le 1er corps est associé à la 1re région militaire, avec quartier général à Lille. 

## Première Guerre mondiale

### Composition

#### Composition à la mobilisation
| Division                  | Brigade                  | Régiment                   |
| ------------------------- | ------------------------ | -------------------------- |
| 1re division d'infanterie | 1re Brigade d'Infanterie | 43e régiment d'infanterie  |
|                           |                          | 127e régiment d'infanterie |
|                           | 2e Brigade d'Infanterie  | 1er régiment d'infanterie  |
|                           |                          | 84e régiment d'infanterie  |
| 2e division d'infanterie  | 3e Brigade d'Infanterie  | 33e régiment d'infanterie  |
|                           |                          | 73e régiment d'infanterie  |
|                           | 4e Brigade d'Infanterie  | 8e régiment d'infanterie   |
|                           |                          | 110e régiment d'infanterie |

1re division d'infanterie
- Commandement de la 1re division en 1916 : Léon Grégoire
- 1re Brigade :

43e régiment d'infanterie
127e régiment d'infanterie
- 2e Brigade :

1er régiment d'infanterie
84e régiment d'infanterie
- Cavalerie : 6e régiment de chasseurs à cheval (1 escadron)
- Artillerie : 15e régiment d'artillerie de campagne (3 groupes 75)
- Génie : 3e régiment du génie (compagnie 3/1)

2e division d'infanterie
- 3e Brigade :

33e régiment d'infanterie
73e régiment d'infanterie
- 4e Brigade :

8e régiment d'infanterie
110e régiment d'infanterie
- Cavalerie : 6e régiment de chasseurs à cheval (1 escadron)
- Artillerie : 27e régiment d'artillerie de campagne (3 groupes 75)
- Génie : 3e régiment du génie (compagnie 1/2)

EOCA
- Régiments d'infanterie (rattachés au 1er CA) :

201e régiment d'infanterie
284e régiment d'infanterie
384e régiment d'infanterie de marche
- Cavalerie (rattachée au 1er CA) : 6e régiment de chasseurs (4 escadrons)
- Artillerie (rattachée au 1er CA) : 41e régiment d'artillerie de campagne (4 groupes)
- Génie (rattaché au 1er CA) : 3e régiment du génie (compagnies 1/3,1/4,1/16,1/21)
- Autres (rattaché au 1er CA) :

1er escadron du train des équipages militaires
1re section de secrétaires d'état-major et du recrutement
1re section d'infirmiers militaires
1re section de commis et ouvriers militaires d'administration
1re légion de gendarmerie

### Historique

#### 1914
- 4 - 13 août : transport par V.F. vers Aubenton, puis concentration dans cette région et couverture sur la Meuse, entre Givet et Mézières.
- 13 - 23 août : mouvement par Couvin, en direction de Dinant (le 15 août, combat de Dinant). Puis défense des passages de la Meuse dans la région Hastière, Anhée.

22 août : mouvement en direction de Charleroi.
- 23 - 29 août : engagé dans la bataille de Charleroi, vers Saint-Gérard ; puis repli par Couvin et Aubenton, vers la région sud-est de Guise.
- 29 août - 6 septembre : engagé dans la bataille de Guise. Combat dans la région ouest de Sains-Richaumont ; attaque de Guise. À partir du 30 août, repli vers Esternay, par Crécy-sur-Serre et Ville-en-Tardenois.
- 6 - 13 septembre : engagé dans la première bataille de la Marne. Du 6 au 10 septembre, bataille des deux Morins, combats vers Esternay ; avance par la région de Montmirail (combats vers Maclaunay, Bergères-sous-Montmirail, Margny et Fontaine-Chacun). À partir du 10 septembre, poursuite par Dormans jusqu'au-delà de Reims.
- 13 septembre - 3 novembre : engagé dans la première bataille de l'Aisne. Combats vers Bétheny et vers les Cavaliers de Courcy. Le 18 septembre, mouvement de rocade vers la région de Roucy. Combats entre Berry-au-Bac et La Ville-aux-Bois. Stabilisation et occupation d'un secteur dans cette région.

29 septembre : extension du front à droite jusqu'au Godat.
12 - 15 octobre : attaques françaises sur Sapigneul, la ferme du Choléra et La Ville-aux-Bois.
15 octobre : extension du front à gauche jusqu'à l'ouest du bois de Beau Marais.
1er novembre : réduction à droite jusque vers la cote 108.
- 3 novembre - 8 décembre : transport vers la région de Braine. Engagé aussitôt entre le canal de l'Oise à l'Aisne et Condé-sur-Aisne, dans les contre-attaques françaises consécutives à l'action allemande sur Soupir. Attaque et reprise de Soupir, du 7 au 14 novembre combats vers Soupir et Chavonnes. Puis occupation d'un secteur entre le canal de l'Oise à l'Aisne et Condé-sur-Aisne.
- 8 - 28 décembre : retrait du front et repos dans la région de Branscourt. À partir du 16 décembre, transport par VF dans la région de l'Épine, puis à partir du 20 décembre stationnement vers La Cheppe.
- 28 décembre 1914 - 12 mars 1915 : occupation d'un secteur vers la ferme Beauséjour.

20 janvier 1915 : extension du front à gauche au-delà de Mesnil-lès-Hurlus.
16 février : attaques françaises, première bataille de Champagne.

#### 1915
- 12 mars - 5 avril : retrait du front ; repos dans la région de Châlons-sur-Marne, puis dans la région d'Athis. À partir du 28 mars, transport par V.F. dans la région de Vavincourt ; puis mouvement vers la région sud-est de Verdun.
- 5 - 20 avril : engagé dans la première bataille de Woëvre, dans la région Braquis, Pintheville. Combats vers les bois de Pareid, de Buzy et de Maizeray.
- 20 - 27 avril : retrait du front ; puis à partir du 23 avril, transport par VF de Sainte-Menehould vers Branscourt.
- 27 avril 1915 - 19 février 1916 : occupation d'un secteur vers La Neuvillette et le bois de Beau Marais (inclus). Guerre des mines à la cote 108.

2 septembre : réduction du front à gauche jusqu'à la Miette.
8 septembre : réduction à droite jusqu'au Godat.
2 octobre : limite droite reportée vers La Neuvillette.
12 novembre : limite gauche reportée à la ferme du Temple, puis le 20 novembre à l'ouest du bois de Beau Marais.

#### 1916
- 19 - 27 février : retrait du front, transport par V.F. dans la région de Vitry-le-François. À partir du 25 février, mouvement vers Triaucourt, puis vers la région sud de Verdun.
- 27 février - 8 avril : engagé dans la bataille de Verdun entre la Meuse et le village de Douaumont. Violents combats durant cette période, en particulier vers Douaumont et Vacherauville.

26 mars : secteur étendu à gauche vers Marre.
- 8 - 20 avril : retrait du front ; repos dans la région de Vitry-le-François. Le 12 avril, transport par V.F. dans la région de Dormans ; repos.
- 20 avril - 24 juillet : mouvement vers la région de Fismes. À partir du 24 avril, occupation d'un secteur vers le bois de Beau Marais (exclu) et Soupir.
- 24 juillet - 20 août : retrait du front, transport par VF dans la région de Beauvais, puis mouvement vers la région sud-ouest d'Amiens ; repos.
- 20 août - 10 octobre : mouvement vers le front et à partir du 21 août, engagé dans la bataille de la Somme, dans la région de Maurepas, bois de Hem.

24 août : prise de Maurepas, puis progression vers le nord-est.
14 septembre : prise de la ferme du Priez.
20 septembre : front limité à droite vers la ferme du Priez.
26 septembre : prise de Combles.
28 septembre : front limité à droite, vers Frégicourt et à gauche vers Ginchy.
7 - 8 octobre : attaques françaises en direction de Sailly-Saillisel.
- 10 - 20 octobre : retrait du front ; repos dans la région de Conty. À partir du 13 octobre, transport par V.F. en Champagne ; repos dans la région du camp de Châlon.
- 20 octobre 1916 - 20 janvier 1917 : mouvement vers le front ; occupation d'un secteur vers Maison de Champagne et l'ouest de la ferme Navarin.

#### 1917
- 20 - 26 janvier : retrait du front ; repos à Romain.
- 26 - 29 janvier : occupation d'un secteur entre la ferme d'Hurtebise et le Ployron.
- 26 janvier - 13 mars : retrait du front ; travaux et préparatifs d'offensive au nord de Beaurieux.
- 13 mars - 21 avril : occupation d'un secteur dans la région bois de Beau Marais, sud du plateau de Vauclerc. Le 16 avril, engagé dans la Bataille du Chemin des Dames[2]. Prise de Craonne et occupation du plateau de Vauclerc.

18 avril : limite droite du front ramené vers Craonne.
- 21 avril - 20 juin : retrait du front ; reconstitution dans la région de Montmirail. À partir du 9 mai, mouvement vers le camp de Mailly ; repos et instruction. À partir du 10 juin, mouvement vers la région de Provins ; repos.
- 20 juin - 15 septembre : transport par VF de la région de Provins vers Dunkerque et Bergues. À partir du 7 juillet, occupation d'un secteur vers Boesinghe et Steenstraate, étendu le 11 juillet jusqu'à Noordschote. le 31 juillet, engagé dans la seconde bataille des Flandres. Attaques en liaison avec les armées belge et britannique ; progression en direction de la forêt d'Houthulst. Organisation des positions conquises.
- 15 septembre - 29 octobre : retrait du front ; instruction et repos dans la région de Calais, Bergues.
- 29 octobre - 5 décembre : occupation d'un secteur dans la région d'Ypres, au sud de Kloosterschool (en liaison avec l'armée britannique).

5, 15 et 27 novembre : engagements locaux.
- 5 décembre 1917 - 23 janvier 1918 : retrait du front (relève par l'armée britannique). À partir du 9 décembre, mouvement par Amiens, vers les régions de la Ferté-sous-Jouarre, Montmorency, Senlis et Crécy-en-Brie ; repos.

#### 1918
- 23 janvier - 27 avril : mouvement vers Fismes et à partir du 27 janvier, occupation d'un secteur entre la Miette et la forêt de Vauclerc.

2 mars : actions locales sur les positions allemandes.
31 mars : front étendu à droite vers Sapigneul.
11 avril : front étendu à gauche jusqu'au nord de Braye-en-Laonnois.
- 27 avril - 28 mai : retrait du front, mouvement vers Noailles, puis vers Beauvais ; repos.
- 28 mai - 6 juin : mouvement vers Pont-Sainte-Maxence, puis vers la région de Cœuvres-et-Valsery. Engagé dans la 3e bataille de l'Aisne ; résistance à la poussée allemande vers Vaurezis, Léchelle. Contre-attaque le 31 mai en direction de Soissons, puis repli en combattant jusqu'au ravin de Cœuvres-et-Valsery, Ambleny.
- 6 juin - 18 juillet : stabilisation du front ; organisation et défense du secteur Cœuvres-et-Valsery, Ambleny, plateau sud de Vingré.

12 juin : très violente attaque allemande vers Cœuvres-et-Valsery.
15 juin : réduction du front à droite jusque vers Ambleny.
24 juin : offensives locales contre les positions allemandes au nord-est du Port et le 28 juin dans la région de Fosse d'en bas.
12 juillet : extension du front à gauche jusqu'aux abords de la ferme de Quennevières.
15 juillet : le front est limité à gauche vers Autrêches et à droite à Laversine.
- 18 juillet - 17 août : engagement dans la deuxième bataille de la Marne. Attaque des positions allemandes sur les deux rives de l'Aisne, à l'est de Vic-sur-Aisne. Progression dans la vallée de l'Aisne.

2 août : réoccupation de Soissons puis organisation du terrain conquis vers Venizel, Fontenoy.
12 août : extension du front à gauche jusque vers Hautebraye.
- 17 août - 28 septembre : engagé du 17 au 29 août dans la deuxième bataille de Noyon au nord-ouest de Soissons, progression de Pommiers vers Chavigny. De fin août au 20 septembre, engagé vers Chavigny dans la poussée vers la position Hindenburg. Progression au nord de Soissons ; le 14 septembre, occupation de Laffaux. À partir du 20 septembre, organisation des positions conquises vers Jouy et Allemant.
- 28 septembre - 4 octobre : retrait du front, transport par V.F. de la région de Villers-Cotterêts vers Épinal ; repos à Cornimont.
- 4 octobre - 11 novembre : mouvement vers le front ; occupation d'un secteur entre Leimbach et la région au nord du Linge.

24 octobre : attaque allemande vers Sondernach.

### Rattachements
- 1re armée

15 - 22 avril 1915
28 avril - 11 juin 1917
20 juin - 12 décembre 1917
- 2e armée

26 février - 12 avril 1916
- 3e armée

24 - 25 février 1916
- 4e armée

16 décembre 1914 - 4 avril 1915
23 - 24 février 1916
13 octobre 1916 - 21 janvier 1917
- 5e armée

2 août - 16 décembre 1914
22 avril 1915 - 23 février 1916
12 avril - 24 juillet 1916
21 janvier - 21 avril 1917
28 avril - 29 mai 1918
- 6e armée

8 août - 13 octobre 1916
12 décembre 1917 - 28 avril 1918
29 mai - 2 juin 1918
- 7e armée

28 septembre - 11 novembre 1918
- 10e armée

24 juillet - 8 août 1916
21 - 28 avril 1917
11 - 20 juin 1917
2 juin - 28 septembre 1918
- Détachement d'armée Gérard

4 - 15 avril 1915
- Région fortifiée de Verdun

25 - 26 février 1916

## Seconde Guerre mondiale

### 1940 (Bataille de France)

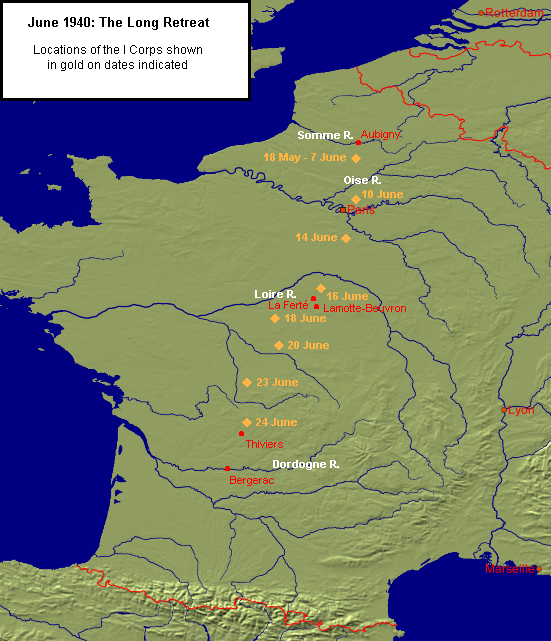
Juin 1940 : longue retraite du 1er corps d'armée.

Le 1er corps d'armée fut placé le 27 août 1939 à Lille sous le commandement du général Sciard à la suite de la mobilisation française pour la guerre. Initialement rattaché à la 1re armée, le corps d'armée fut transféré à la VIIe Armée et déplacée vers la région côtière, près de Calais et Dunkerque vers mi-novembre 1939. Le 10 mai 1940 le corps commanda la 25e division d'infanterie en plus de ses unités organiques.

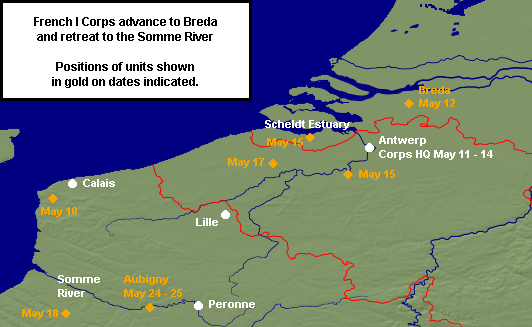
Avancée vers Bréda et retraite vers la Somme.

Le 1er corps d'armée (rattaché à la 7e armée se retira vers la Somme pour éviter d'être isolé par l'avancée allemande.

Avec l'invasion allemande violant la neutralité de la Belgique et des Pays-Bas le 10 mai 1940, le 1er corps d'armée fit mouvement vers la Belgique avec pour objectif de prendre contact avec les Forces armées néerlandaises, l'armée néerlandaise. Ce fut chose faite le 12 mai près de Bréda en Brabant-Septentrional, mais l'échec global des Alliés à contenir la percée allemande nécessita une retraite précoce afin que le 1er Corps d'Armée ne soit pas isolé. Bréda tomba aux mains allemandes le 13 mai, et le corps dut battre en retraite à travers Dorp et Wuustwezel vers la zone fortifiée d'Anvers en Belgique. Du 15 au 17 mai, le corps défendit l'estuaire de l'Escaut avec les 60e et 21e divisions d'infanterie, mais on lui ordonna de faire retraite vers la France le 18 mai.
La période du 19 au 26 mai vit le corps reculer jusqu'à la ligne de la Somme, où l'armée française tenta de tenir la position. À cause des avancées allemandes, le 1er corps d'armée dut déployer des unités de reconnaissance pour couvrir les positions que les divisions d'infanterie plus lentes (la 4e division d'infanterie coloniale - 4e DIC, la 7e division d'infanterie nord-africaine - 7e DINA, et la 19e division d'infanterie) pourraient occuper ensuite. Il fallut pour cela engager l'ennemi, mais le corps atteint ses positions près de Le Hamel, Aubigny, et le long de la route allant d'Amiens à Saint-Quentin. Durant les 24 et 25 mai, les troupes du corps prirent et reperdirent Aubigny deux fois. Cependant, les Allemands s'étaient accrochés à une large tête de pont à Péronne. Les Allemands cassèrent cette tête de pont le 5 juin 1940, et continuèrent leur avancée vers le cœur de la France. Une contre-attaque des éléments armés du corps le 6 juin fut contenue par les Allemands.
À partir du 9 juin, le corps fut impliqué dans tout un enchaînement de retraites qui étaient destinées à former des lignes de défense le long de l'Avre, de l'Oise, de la Nonette, de la Seine et de la Loire. La traversée de l'Oise eut lieu sous le feu de l'armée de l'air allemande, certains ponts furent détruits par la Luftwaffe, et une partie de l'infanterie du corps dut se rendre à l'ennemi au nord de l'Oise.
Après que les Allemands eurent traversé la Loire le 18 juin, la 19e DI du corps fut largement détruite près de La Ferté. Vint ensuite la capture de la majeure partie de l'infanterie des 29e et 47e division d'infanterie le 19 juin près de Lamotte-Beuvron. La dernière semaine de la campagne prit la forme d'une retraite constante pour les rescapés du corps, certains éléments traversant la Dordogne près de Bergerac le 24 juin 1940. Les jours suivants, un armistice fut signé, et le corps se rassembla dans la région de Mialet et de Thiviers.
Le 1er juillet, le général de brigade Trancart assuma le commandement du corps. Le 1er corps d'armée fut démobilisé le 10 juillet 1940.

### 1943 (Corse)

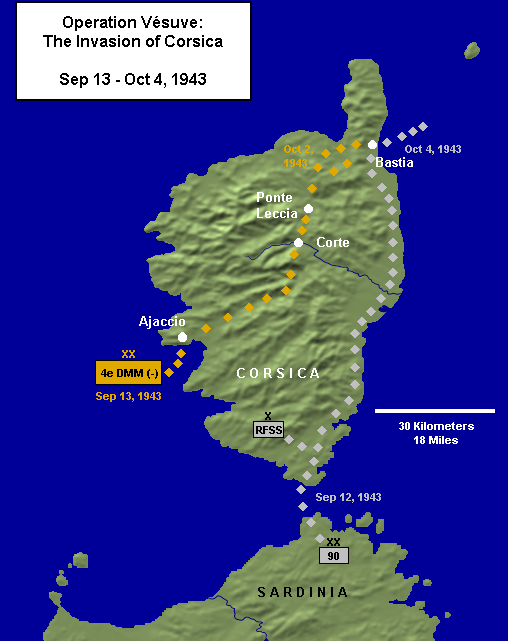
Opération Vésuve : l'invasion de la Corse.

Le 1er corps d'armée fut reconstitué le 16 août 1943, à Aïn Taya en Algérie. Désormais commandé par le général Martin les unités primaires de combat du corps furent dotées d'équipements et d'armes américains lors du réarmement de l'Armée française d'Afrique.
Pendant que les troupes américaines et britanniques envahissaient l'Italie en septembre 1943, le 1er corps d'armée, composé de l'état major, de la 4eDivision marocaine de montagne (4e DMM), du 1er régiment de tirailleurs marocains (1er RTM), du 4e régiment de spahis marocains (4e RSM) (chars légers), du 2e Groupe de Tabors Marocains (2e GTM), du bataillon de choc, et du 3e groupe du 69e Régiment d'Artillerie de Montagne (69e RAM), débarqua sur l'île de Corse le même mois. Au Sud, la 90e division d'infanterie blindée allemande (90e Panzergrenadier-Division) et la brigade d'infanterie d'assaut Reichsführer-SS  étaient en train d'évacuer la Sardaigne et de débarquer sur la côte Sud de la Corse. Souhaitant isoler les troupes allemandes, et informés le 10 septembre 1943 que les troupes italiennes en Corse voulaient combattre aux côtés des Alliés, les Français déclenchèrent l'opération Vésuve, et débarquèrent des éléments du 1er Corps d'Armée à Ajaccio le 13 septembre, qui rencontrèrent des partisans corses de la Résistance qui souhaitaient aussi le rejet à la mer des troupes ennemies.
Le général allemand Fridolin von Senger und Etterlin espérait obtenir des renforts avec lesquels il pourrait tenir l'île. Après que les Allemands eurent commencé à désarmer les soldats italiens, le général Magli de l'Armée italienne ordonna aux forces italiennes de considérer les Allemands comme des ennemis plutôt que comme des alliés. Par conséquent, les unités italiennes sur l'île coopérèrent avec les forces françaises. Surprenant la division italienne Friuli dans le port de Bastia la nuit du 13 septembre 1943, les troupes SS firent 2000 prisonniers italiens et sécurisèrent le port afin d'évacuer leurs forces. Bien qu'appuyés par la Royal Navy, les Français ne purent débarquer leurs forces suffisamment vite en Corse pour empêcher que la majeure partie des troupes allemandes puissent atteindre leurs ports de sorties sur la côte Est de l'île. Le combat final eut lieu autour de Bastia, et les forces françaises s'assurèrent l'île le 4 octobre 1943. La majorité des forces allemandes avait néanmoins réussi son évasion. Les Allemands perdirent 700 hommes, et en perdirent 350 autres dans des camps de prisonniers. Les italiens perdirent 800 hommes dans la bataille (principalement les troupes de la division Friuli), et les Français dénombrèrent 75 morts, 12 portés disparus, et 239 blessés. D'octobre 1943 à mai 1944, le 1er corps d'armée défendit la Corse, s'entraîna, et déplaça des unités entre la Corse et l'Afrique du Nord. Le 18 avril 1944, le 1er Corps d'Armée fut rattaché au général Jean de Lattre de Tassigny, Armée B.

### 1944 (Île d'Elbe)

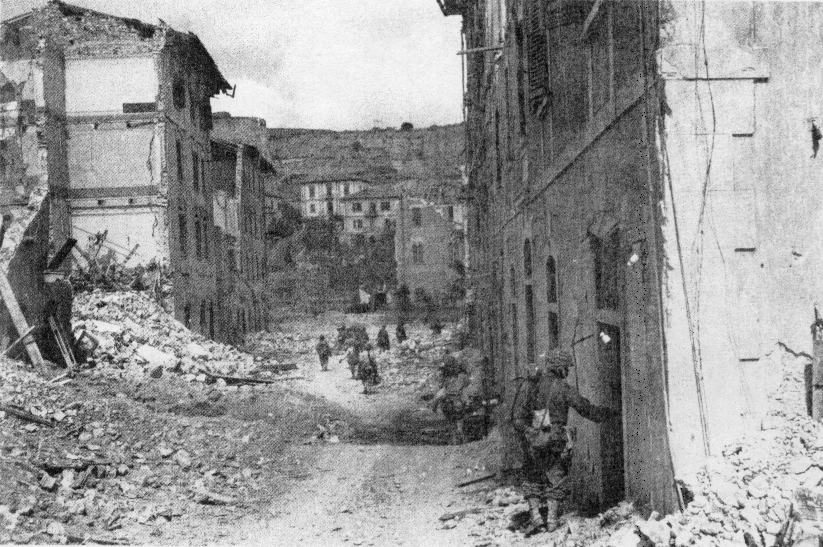
Les troupes françaises entrent dans Portoferraio le 18 juin 1944.

Après la libération de la Corse, les Français proposèrent d'envahir l'Île d'Elbe, dont la possession permettrait aux Alliés, grâce à des cuirassés dans le détroit de Piombino et à des véhicules placés sur la route côtière de la péninsule italienne, de dominer en même temps les deux artères de transport essentielles à l'approvisionnement des forces allemandes en Italie de l'ouest. Au départ, la proposition fut rejetée par le Général Eisenhower, qui considérait cela comme une dispersion des ressources alors la planification de l'opération Shingle était en cours. Après que le général britannique Sir Henry Maitland Wilson a repris le théâtre des opérations en Méditerranée, cependant, l'attitude du QG Allié changea, et l'opération fut approuvée. À ce moment-là, toutefois, les Allemands avaient énormément fortifié l'île d'Elbe, une île au relief déjà majoritairement accidenté, rendant l'assaut considérablement plus difficile.

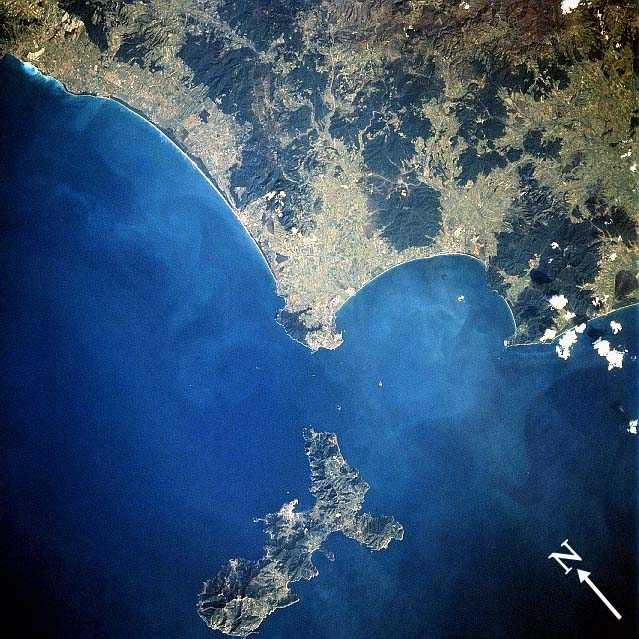
Vue satellite de l'île d'Elbe (en bas) montrant le terrain accidenté.

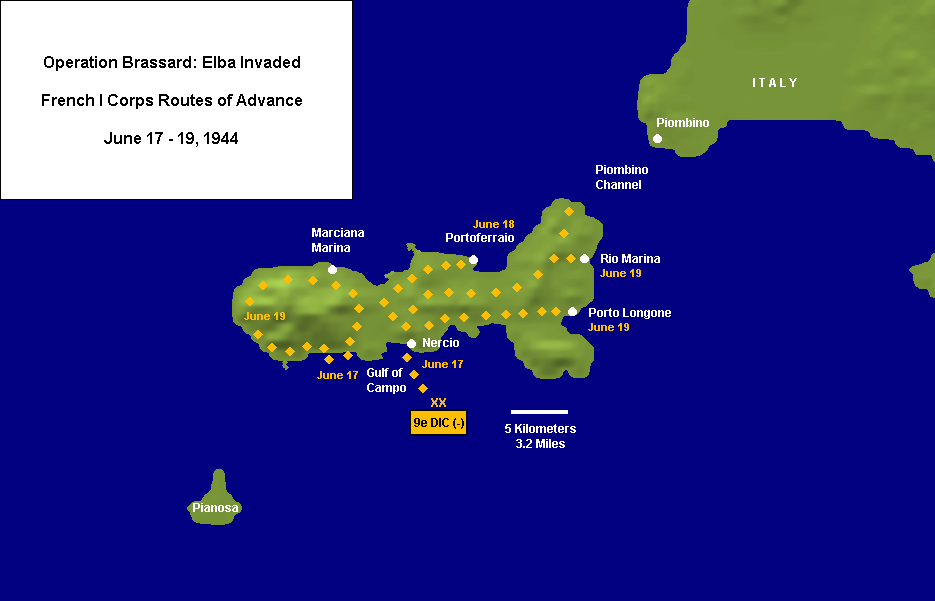
Opération Brassard : invasion de l'île d'Elbe en 1944.

À 04h00, le 17 juin 1944, le 1er corps d'armée se lança à l'assaut de l'île d'Elbe, l'opération portant le nom d'opération Brassard. Les forces françaises étaient composées de la 9e division d'infanterie coloniale (9e DIC), de deux bataillons de commandos français (les Commandos d'Afrique et les Commandos de Choc), d'un bataillon et d'une batterie supplémentaire provenant du Régiment d'Artillerie Coloniale du Maroc (RACM), et du 2e Groupe de Tabors Marocains (2e GTM), en plus de 48 hommes des commandos "A" et "O" de la Royal Navy. Les unités françaises « de choc » (combattants armés légèrement, qui avaient la mission d'opérer derrière les lignes ennemies) débarquèrent en de multiples points avant la principale force de débarquement, et neutralisèrent les batteries d'artillerie côtières. Débarqués dans le golfe de Campo sur la côte Sud, les Français rencontrèrent tout d'abord quelques difficultés à cause des fortifications allemandes et du caractère extrêmement accidenté du terrain qui entourait la zone de débarquement. Se rabattant sur un plan de secours, la plage de débarquement fut déplacée vers l'est, près de Nercio, et là, les troupes de la 9e division d'infanterie coloniale purent établir une tête de pont viable. En deux heures, les commandos atteignirent le sommet de la crête du mont Tambone surplombant l'aire de débarquement. Les commandos de la Royal Navy abordèrent et capturèrent le bateau anti-aérien Köln et débarquèrent également pour guider les autres troupes vers les plages, mais une explosion massive de charge de démolition allemande en tua 38. Portoferraio fut prise par la 9e Division le 18 juin, et l'île fut assurée les jours suivants. Les combats dans les collines entre les Allemands et l'infanterie coloniale sénégalaise furent vicieux, car les sénégalais employaient des lance-flammes pour « nettoyer » les troupes allemandes enterrées dans les tranchées.
Les Allemands défendirent l'île d'Elbe avec deux bataillons d'infanterie, des zones côtières fortifiées, et plusieurs batteries d'artillerie côtières totalisant quelque 60 armes de calibre moyen ou lourd. Dans la bataille, les Français capturèrent l'île, tuant 500 défenseurs allemands et italiens, et faisant 1 995 prisonniers. Les Français comptèrent 252 tués ou disparus, et 635 blessés, et les Britanniques perdirent 38 de leurs 48 commandos, 9 autres étant blessés par l'explosion de la charge de démolition.

### 1944 (France)

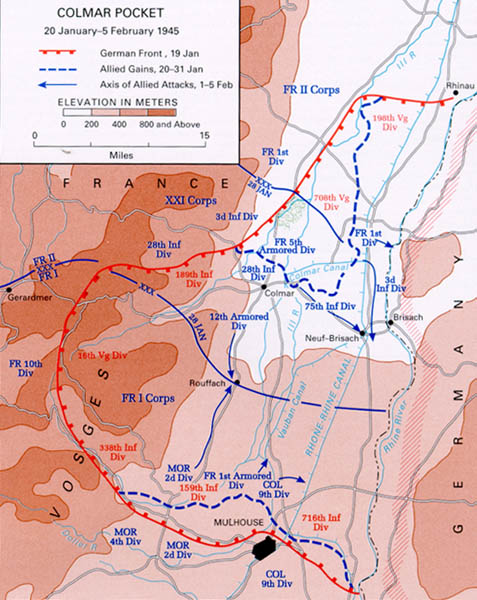
La bataille de la poche de Colmar, 20 janvier - 9 février 1945.

Après le débarquement réussi dans le Sud de la France (opération Dragoon), le quartier général du 1er corps d'armée se rassembla à Aix-en-Provence le 1er septembre 1944, afin de commander ses troupes et de les placer sous l'autorité de la 1re armée. Le corps était maintenant placé sous le commandement du général Émile Béthouart, un vétéran de la campagne de Norvège, qui avait participé activement à l'opération Torch en novembre 1942. Pendant le reste de la guerre en Europe, de nombreuses divisions françaises furent rattachées au 1er corps, mais celles qui passèrent le plus de temps sous ses armes furent la 2e Division d'Infanterie Marocaine (2e DIM), la 9e division d'infanterie coloniale 9e DIC), la 4e division marocaine de montagne (4e DMM), et la 1re division blindée (1re DB).

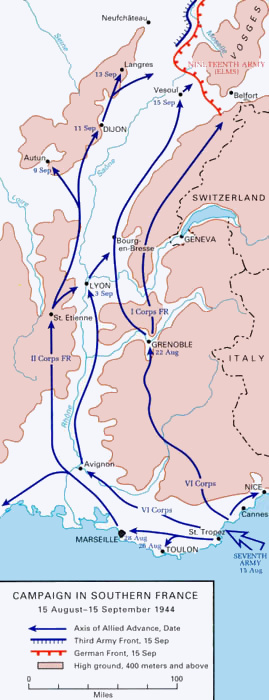
Avancée des forces américaines et françaises après le débarquement dans le Sud de la France, août-septembre 1944.

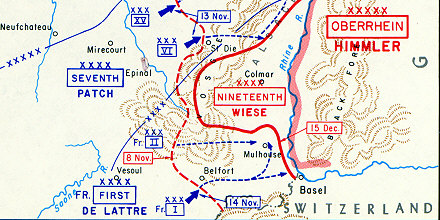
La trouée de Belfort percée, et la formation de la poche de Colmar, novembre-décembre 1944.

Le 1er Corps d'Armée fit mouvement vers le nord, le long de la rive Est du Rhône, mais la poussée manqua de force, car la 4e DMM était encore en train de se déployer en France (et serait plutôt engagée dans la sécurisation de la frontière alpine avec l'Italie pendant plusieurs mois), et la 1re DB était encore en cours de formation dans le Sud de la France. Mi-septembre, le corps sécurisa les monts du Lomont (un espace couvrant environ 130 kilomètres le long de la rivière du Doubs à la frontière suisse. La résistance allemande était éparse en septembre, mais elle se concentra rapidement devant la trouée de Belfort, un couloir de terres relativement plates qui s'étend entre les Vosges et la frontière Suisse et qui donne accès au Rhin. Opérant avec une division, et rencontrant les mêmes problèmes de logistique que les autres unités Alliées en Europe, le 1er Corps fut ralenti devant la trouée de Belfort par la 11e Panzerdivision allemande.
Les lignes de chemin de fer Nord-Sud, avec leurs ponts et portions de voies détruits aggravaient la distance que devaient parcourir les approvisionnements depuis les ports du Sud de la France. Le début d'octobre 1944 fut également marqué par l'arrivée extraordinairement précoce d'un froid et d'une humidité normalement plus caractéristiques de novembre. Tous ces facteurs servirent d'argument pour forcer le 1er Corps à stopper son avancée en octobre, pour améliorer son approvisionnement et résoudre les problèmes d'effectif dus à la décision du haut commandement français d'échanger les troupes sénégalaises avec des FFI. En novembre, les problèmes d'approvisionnement s'étaient résorbés; ce fut le moment que choisit le général Eisenhower, désormais responsable des forces alliées en Europe du Nord et de l'Ouest, pour déclencher une offensive générale tout le long du front ouest.
Croyant que la relative inactivité du 1er corps signifiait que celui-ci était en train de s'enterrer pour l'hiver, les Allemands réduisirent leurs forces dans la trouée de Belfort à une seule division d'infanterie incomplète. Le 1er corps déclencha son attaque pour forcer la trouée de Belfort le 13 novembre 1944. Par un coup du destin, l'attaque française surprit le commandant de la division allemande près de la ligne de front, et il périt sous une grêle de balles marocaines,. La même attaque manqua de peu capturer le commandant du IV. Luftwaffen-Feldkorps allemand. Bien que des troupes allemandes désespérées ne formassent des ilots de résistance, le plus notable dans la cité fortifiée de Belfort, les troupes des 2e DIM, 9e DIC, et 1re DB enfoncèrent les lignes ennemies, désorganisant leur défense et forçant la bataille à rester en mouvement. Les chars français traversèrent la trouée de Belfort et atteignirent le Rhin à Huningue le 19 novembre.
La bataille isola le 308. Grenadier-Regiment allemand le 24 novembre, forçant les troupes allemandes soit à se rendre, soit à s'exiler en Suisse. Le 25 novembre, les unités du 1er Corps libérèrent Mulhouse (prise par surprise par une excursion de blindés) et Belfort (prise par un assaut du 2e DIM). Réalisant que les défenses allemandes étaient restées trop statiques pour être bien en forme, le général De Lattre (commandant de la 1re armée) demanda à ses deux corps de se rapprocher de Burnhaupt pour encercler le LXIII. Armeekorps allemand (l'ancien IV. Luftwaffe Korps). Cette manœuvre réussit le 28 novembre 1944 et conduisit à la capture de plus de 10 000 Allemands, handicapant le LXIII. Armeekorps. Les pertes françaises avaient cependant été également significatives, et les plans pour nettoyer immédiatement la plaine alsacienne de toute force allemande durent être rangés dans les cartons pendant que les deux camps reprenaient des forces pour les batailles suivantes.
Les offensives de novembre de la 1re Armée et de la VIIe armée U.S. avaient réduit la présence allemande dans la plaine alsacienne à une poche circulaire autour de la ville de Colmar. La poche de Colmar abritait la "XIX. Armee" allemande. Étant le corps des forces Alliées placé le plus au Sud dans l'Europe du Nord-Ouest, le 1er Corps français faisait maintenant face au Rhin à Huningue et tenait Mulhouse et la frontière Sud de la poche de Colmar. Une offensive française mi-décembre, destinée à prendre la poche de Colmar, échoua par manque de force offensive, et à cause de l'ordre reçu de couvrir une plus grande longueur de la ligne de front Alliée car les unités américaines étaient déplacées au Nord en réponse à l'offensive des Ardennes. Le 1er janvier 1945, les Allemands lancèrent l'opération Nordwind, une offensive dont le but était de reconquérir l'Alsace. Après que la 7e armée US et la 1re Armée française eurent contenu et repoussé cette offensive, les Alliés étaient prêts à écraser la poche de Colmar une fois pour toutes.
Le 1er Corps d'Armée mena l'attaque contre la poche de Colmar le 20 janvier 1945. Combattant dans des zones boisées et urbaines, le 1er corps vit son attaque ralentie au bout de quelques jours par la défense allemande, et attira les renforts allemands de la 19. Armee. Cependant, à la fin du mois, de nouvelles attaques des forces françaises et américaines avaient forcé les Allemands à redistribuer leurs troupes, et une attaque du 1er corps début février enfonça la résistance allemande par le nord, et atteignit le pont de Chalampé sur le Rhin, faisant la jonction avec le 21e Corps d'armée américain à Rouffach, au sud de Colmar. Les dernières forces allemandes présentes dans la zone du 1er Corps se retirèrent de l'autre côté du Rhin à Baden le 9 février 1945. Par la suite, la poussée de l'offensive Alliée de déplaça vers le Nord, et on confia au 1er Corps la défense de la rive du Rhin entre Strasbourg et la frontière Suisse jusqu'à mi-avril 1945.

### 1945 (Allemagne)

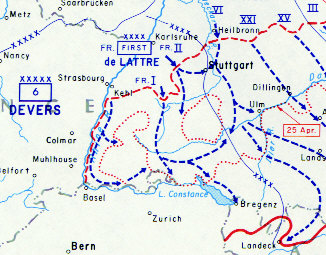
Opérations de la 1re armée française, 15 avril - 8 mai 1945.

Le 15 avril, on chargea le 1er Corps de passer de l'autre côté du Rhin, traverser la Forêt Noire, et nettoyer le sud de Baden des troupes allemandes. La 4e DMM se direigea directement sur Freudenstadt, un carrefour important de la Forêt-Noire, et l'emporta le 17 avril 1945. La 9e DIC, traversant le Rhin au nord de Karlsruhe, de dirigea rapidement vers le sud, le long de la rive Est du Rhin et vira vers l'Est, le long de la frontière de la Suisse. De Freudenstadt, la 4e DMM tourna vers le Sud, et rejoignit la 9e DIC près de Doggingen le 29 avril, isolant le XVIII. SS-Armeekorps allemand dans la Forêt Noire. Les tentatives désespérées des troupes allemandes encerclées pour s'échapper n'aboutirent à rien face au blocus des routes et au formidable terrain que représentait la forêt, et il ne leur resta bientôt plus d'autres options que la mort ou la reddition.
De Freundenstadt, des éléments de la 1re DB poussèrent à l'Est et au Sud, prenant Ulm le 24 avril, puis poussèrent au Sud à nouveau avec des éléments de la 2e DIM vers les Alpes, traversant l'Autriche et marchant sur Sankt-Anton le 7 mai 1945. Des éléments de la 5e DB et de la 4e DMM roulèrent vers le sud-est le long de la rive nord du lac de Constance, capturant Brégence et tournant ensuite vers l'Est en direction de Sankt-Anton. Le jour suivant fut le 8 mai 1945, qui mit fin aux opérations militaires Alliées en Europe.
Pendant toute la durée de ses opérations en France et en Allemagne en 1944 - 1945, le 1er corps compta 3 518 tués, 13 339 blessés, et 1 449 disparus, soit un total de 18 306 pertes. Bien que toutes les pertes infligées aux Allemands par le 1er corps ne soient pas connues, on porte au crédit du corps 101 556 prisonniers allemands pendant la campagne de libération de la France et l'invasion de l'Allemagne.

## Fin 1945 à nos jours
Après le 8 mai 1945, le 1er corps occupa Baden, et une partie du Wurtemberg et de l'Autriche, son quartier général étant initialement installé à Ravensbourg.
Le 16 juillet 1945, le 1er corps fut renommé Corps d'armée sud. Le général Béthouard devint commandant des forces françaises en Autriche et Haut-commissaire pour la France en Autriche jusqu'en 1950.
Le 1er corps fut démantelé le 30 avril 1946.
Il fut reformé plus tard pendant la guerre froide sous le commandement de la 1re armée, et en 1989 son QG était placé à Metz. Sa composition d'alors était:
- 1re division blindée placée à Trèves (Allemagne)
- 7e division blindée à Besançon
- 12e division légère blindée à Saumur
- 14e division légère blindée (division école) à Montpellier.
- 1 Brigade Logistique (EM) à Thierville (Quartier Maginot 2e régiment de chasseurs à cheval )

Une autre division, la 4e division blindée lui était subordonnée de 1967 à 1985.
Il fut à nouveau démantelé vers 1990.